# 숀 몰리
숀 몰리(Sean Morley, 1970년 3월 6일 ~ )는 캐나다의 남자 프로레슬링선수다. 캐나다 온타리오 오크빌라고 들어봤다. 근육질이 장난아니고 게다가 매우 건장한 체격이라고 한다. 그러나 이 와중에서도 나이는 50대라고는  무거운 것 보다 가벼운게 뛰는데에 더 유리할 것 같아서 뺐다고 한다. 키는 190cm(6 ft 3 in)에다가 몸무게는 116kg(255 lb)이다. 피니쉬는 보스턴 크랩, 카멜 클러치, 풀 넬슨, 빅 패키(브릿지 피셔맨 수플렉스), 빌드 커터(점핑 커터), 빌드 슬램(리프팅 사이드 슬램), 빌드 레그 드롭(런닝 레그 드롭), 머니 시티드 센턴(다이빙 시티드 센턴), 머니 샷(다이빙 스플래쉬), 리어 네이키드 초크, 라이더 밤(리프팅 인버티드 디디티), 라이더 설트(문설트), 샤프슈터, 비너스 플라이트랩(리버스 피겨 포 레그락)으로 사용을 한다. 1995년 프로레슬링 입문으로 밝히는 바다. 그러나 2019년 은퇴를 한 상태다.

## Professional wrestling highlights
- Finishing moves
  - Boston crab - 1995-1997
  - Camel clutch - 1999-2001
  - Full nelson - 1997-1999
  - Big Package (Bridging fisherman suplex) - 1998-2000
  - Build Cutter (Jumping cutter) - 2000-2002
  - Build Slam (Lifting side slam) - 1997-1998
  - Build Leg Drop (Running leg drop) - 2002-present
  - Money Seated Senton (Springboard seated senton) - 1995-1997
  - Money Shot (Diving splash) - 1998-present
  - Rear naked choke - 2001-2002
  - Rider Bomb (Lifting inverted DDT) - 1995-1997
  - Rider Sault (Moonsault) - 1997-1998
  - Sharpshooter - 1997-1999
  - Venis' Flytrap (Reverse figure four leglock) - 2002
- Signature moves
  - Back elbow follow Elbow drop
  - Body slam
  - Build Buster (Belly-to-back facebuster)
  - Build Kick (Running big boot)
  - Jumping knee drop
  - Mounted punch
  - Multiple corner clothesline
  - Russian legsweep
  - Spinning spinebuster
  - Spin-out powerbomb
- Nicknames
  - "The Big Valbowski" (WWE/TNA)
  - "Your Feature Presentation" (TNA)
- Manager
  - Nicole Bass
  - Ryan Shamrock
  - Yamaguchi-san
  - Terri Runnels
  - Trish Stratus
- Entrance themes
  - "Zapatos Viejos" by Gloria Trevi (CMLL; 1997-1998)
  - "Hello Ladies" by Jim Johnston (WWF/WWE/Independent circuit; 1998-2000; 2003-2009)
  - "Right To Censor" by Jim Johnston (WWF; when he was part of the Right To Censor; 2000-2001)
  - "Big Valbowski" by Jim Johnston (WWF/WWE; 2002)
  - "Chief Morley Theme" by Jim Johnston (WWE;2002-2003)
  - "Cool Dude (Remix)" by Dale Oliver (TNA; 2010)

## 수상
- CMLL 월드 헤비웨이트 챔피언 (1회)
- 인터내셔널 그란 프리 (1997)
- EXW 월드 태그팀웨이트 챔피언 (1회) - 덱스터 베리티
- HWA 월드 태그팀웨이트 챔피언 (1회) - 스티브 브래들리
- IWA 월드 태그팀웨이트 챔피언 (1회) - 리키 산타나
- 랭크드 넘버 25 인 더 탑 500 싱글즈 레슬링 인 더 PWI 500 인 1999
- WWC 월드 텔레비전웨이트 챔피언 (4회)
- WWC 월드 태그팀웨이트 챔피언 (2회) - 글래머 보이 셰인 (1회), 렉스 킹 (1회)
- WWF 월드 유러피언웨이트 챔피언 (1회)
- WWF 월드 인터콘티넨탈웨이트 챔피언 (1회)
- WWE 월드 Raw 태그팀웨이트 챔피언 (구 버전) (1회) - 랜스 스톰